# 1-й Лютневий провулок (Мелітополь)
1-й Лютневий провулок — провулок в Мелітополі. Починається від Інтеркультурної вулиці як майже пряме продовження Індустріальної вулиці і йде до перехрестя зі Скіфською вулицею. Забудований приватними будинками.

## Назва
Поруч з провулком проходять однойменні Лютнева вулиця і 2-й Лютневий провулок.

## Історія
Перша відома згадка провулка датується 20 грудня 1946 року.